# VI. Mithridatész pontoszi király
VI. Mithridatész Eupatór (görögül Μιθριδάτης Εύπατωρ, Kr. e. 132 – Kr. e. 63) az ókori anatóliai Pontosz királya (uralkodott Kr. e. 121-től haláláig), V. Mithridatész fia és utódja, országának leghíresebb uralkodója volt. Sikeresen kiterjesztette országa befolyását a Fekete-tenger szinte egész térségében, kis-ázsiai terjeszkedése azonban konfliktusba sodorta a Római Köztársasággal. A rómaiakkal három háborúban mérte össze az erejét, és olyan jeles hadvezéreket küldtek a legyőzésére, mint Sulla, Lucullus vagy Pompeius. Ezalatt többször elveszítette és visszahódította királyságát. Végül Pompeius elől kénytelen volt végleg elmenekülni, és száműzetésben halt meg, miközben az ismételt visszatérésre készülődött.

## Származása, trónszerzése
Sem születése, sem trónra lépése vonatkozásában nem rendelkezünk pontos adatokkal, annyi azonban biztos, hogy fiatalon (11-13 évesen) került trónra. Az ókori szerzők 68-75 évnyi uralkodást tulajdonítanak neki. Szinópében nevelték, gyaníthatóan a görög tudományossággal is megismerkedett. Abban minden auktor egyetért, hogy rendkívüli nyelvtudásra tett szert (állítólag huszonöt nyelven tudott), és a hadászatban is jártas volt. Uralkodása első éveiről is csak kevés és bizonytalan közlés maradt ránk: Justinus szerint például születését és trónra jutását egyaránt hatalmas üstökösök jelezték, és hatalmát csak nagy nehezen tudta megtartani, de végül sikerrel járt. Kiskorú lévén eleinte anyja, Laodiké uralkodott helyette, őt azonban néhány éven belül bebörtönöztette és megölte fivéréhez hasonlóan. Laodiké nevű leánytestvérét pedig feleségül vette.

## Keleti sikerek
Helyzetét megszilárdítva terjeszkedésbe kezdett keleten. A Fekete-tenger mentén meghódította Kolkhiszt, Antipatrosz nevű királyától megszerezte Kis-Armeniát, majd a Kaukázuson túli sztyeppén hódoltatott néhány szkíta törzset. Erre a szkítáktól és roxolánoktól tartó Boszporoszi Királyság, illetve Olbia és Kherszonészosz városa szintén urának ismerte el Mithridatészt, aki Neoptolemosz és Diophantosz nevű hadvezéreit küldte a Krímbe. A generálisok diadala teljes volt: a barbárokat legyőzték, a pontoszi befolyást pedig a Fekete-tenger északi partvidékének egészére kiterjesztették a Dnyesztertől a Donig. I. Pairiszadész király halála után Boszporoszt be is olvasztották Mithridatész királyságába. A pontoszi király megerősödve is igyekezett nagy szomszédaival is jó viszonyt ápolni. II. Tigranész armeniai királyhoz feleségül adta Kleopatra nevű lányát, de Ibéria harcias lakóival és a Pártus Birodalom nagykirályaival is jó kapcsolatai voltak.

## Küzdelem Kappadókiáért
Kis-Ázsia nyugati részén ekkor a Római Köztársaság volt az úr: a közvetlenül igazgatott Asia provincia mellett a bithüniai és a kappadókiai királyság felett is védnökséget gyakorolt, és kezdettől fogva igyekezett VI. Mithridatész mozgásterét csökkenteni. Trónra lépésekor elszakították tőle Phrügiát, később pedig megakadályozták, hogy az utolsó királya végrendeletében ráhagyott Paphlagoniát megszerezhesse. Mithridatész végül Kappadókiában próbált meg terjeszkedni. Bár Laodiké nevű testvére révén a sógora volt, meggyilkoltatta VI. Ariarathész királyt, és amikor özvegye II. Nikomédész bithüniai uralkodóhoz fordult segítségért, támadást indított ellenük. Legyőzte Nikomédészt, Kappadókia trónjára pedig VI. Ariarathész idősebbik fiát ültette; vele azonban rövidesen összekapott, és egy megbeszélésen személyesen végzett vele. Ekkor egy kiskorú gyermekét tette meg Kappadókia királyává, aki ellen a helyiek fellázadtak, és VI. Ariarathész kisebbik fiát emelték trónra. Mithridatész ismét támadásba lendült és leverte a lázadást, azonban el kellett fogadnia, hogy Kr. e. 93-ban Róma egy Ariobarzanész nevű helyit tegyen trónra. Mithridatész a vejét, Tigranészt sarkallta egy Ariobarzanész elleni támadás megindítására, aki könnyedén el is üldözte a rómaiak jelöltjét. Ariobarzanész Rómába menekült, és rávette a senatust, hogy a kilikiai praetorral, Sullával helyreállíttassa a hatalmát (Kr. e. 92). A pontoszi király nem állt a rómaiak útjába, így nyílt szakításra még nem került sor.

## Az első mithridatészi háború

### A római beavatkozás
Kr. e. 90-ben meghalt II. Nikomédész, és a bithüniai trónon fia, III. Nikomédész követte. Mithridatész az új király egy fivérét, Szókratészt jelölte a trónra, és hadra kelt, hogy érdekeit érvényesítse. Ugyanekkor Kappadókiát is megszállta, másodszor is elűzte Ariobarzanészt, és ismét Ariarathész nevű fiát tette trónra. A két anatóliai uralkodó Rómába menekült, ahol elrendelték hatalmuk restaurálását. A feladatra Manius Aquiliust jelölték ki, akit Lucius Cassius asiai helytartónak kellett támogatnia. Mithridatész feltehetően arra épített támadásaikor, hogy a köztársaság erőinek nagy részét lekötötte az itáliai szövetségesháború – Aquilius és Cassius nem is tudott, csak néhány cohorsnyi erőt kiállítani. A pontoszi király azonban – eléggé érthetetlen módon – ismét harc nélkül meghódolt, sőt a nála menedéket kereső Szókratészt is meggyilkoltatta.

### Anatólia és Hellasz megszerzése

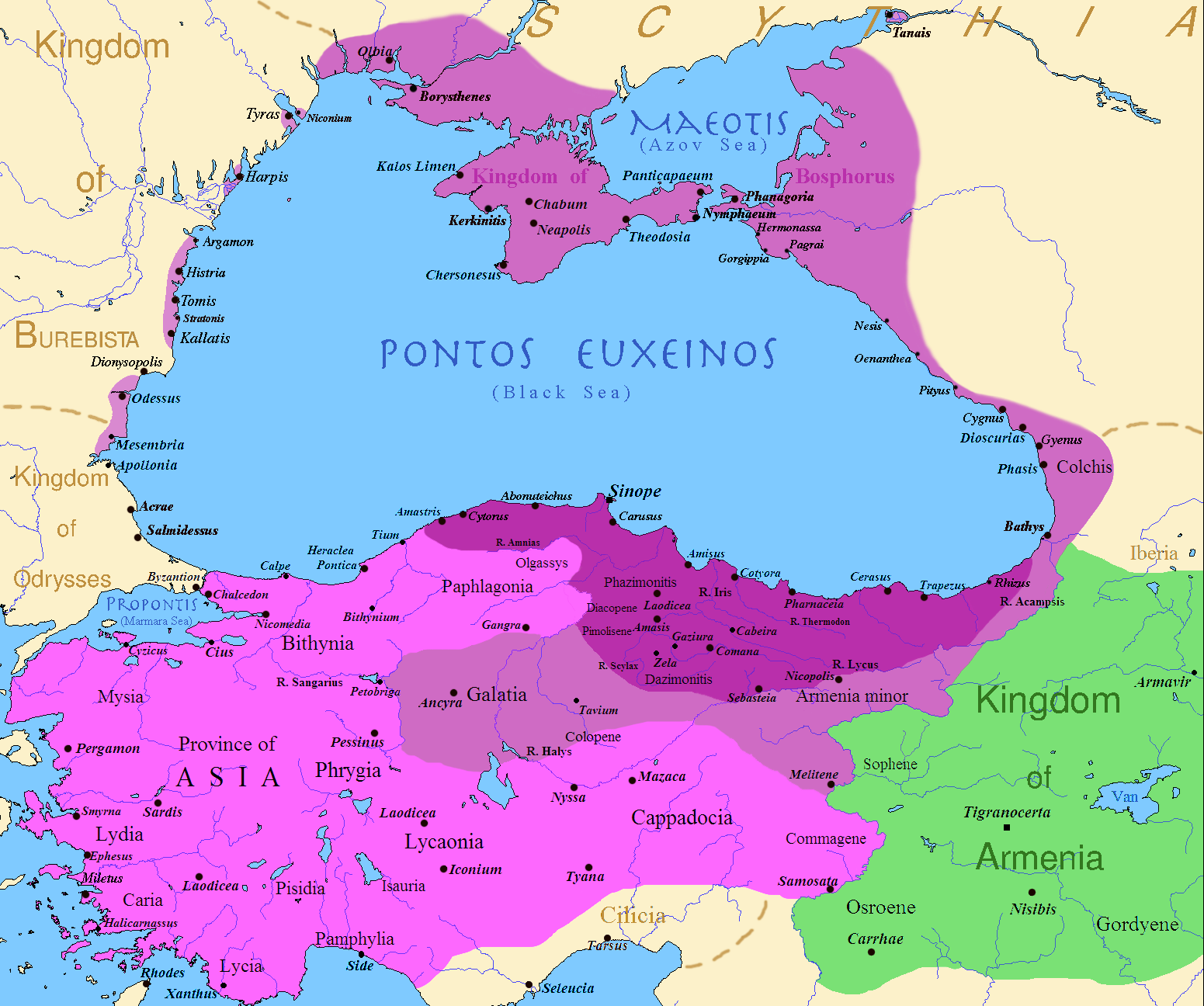
A Pontoszi Királyság Mithridatész uralkodásának kezdetén (sötétlila), Mithridatész első hódításaival (lila) és a mithridatészi háborúk szerzeményeivel (ciklámen)

A rómaiak ezúttal nem hagyták annyiban Mithridatész kalandját, hanem rávették a restaurált hatalmú III. Nikomédészt, hogy támadjon veszélyes szomszédjára. A bithüniai hadak Amasztrisz mélységéig dúlták fel Pontoszt, ám a király ellenállás helyett követei útján követelt jóvátételt a rómaiaktól. Mivel a köztársaság nem volt hajlandó kártérítésről tárgyalni, Kr. e. 88 nyarán végre fegyvert fogott. Hatalmas seregével harmadszor is elűzte Ariobarzanészt, majd Neoptolemosz és Arkhelaosz vezette hadai szétverték Nikomédész és a rómaiak koalíciós seregét. A kappadókiai király Pergamonba menekült, a visszavonuló rómaiakat pedig másodszor is megverték Neoptolemosz katonái. Sikerén felbátorodva Mithridatész elrendelte Asia megszállását, amit a római helytartók és adóbérlők visszaélései miatt elégedetlen helyiek is támogattak. A római adminisztráció képtelen volt ellenállni, maga Aquilius is fogságba esett. Az év őszére az anatóliai városok jó része hódolt a pontoszi fegyvereknek, Mithridatész pedig az ellenálló Kósz és Rhodosz ellen gyűjtött erőt. Rómában az év végén Sullát jelölték ki az ellene indítandó hadjárat parancsnokává, ám ő egyelőre nem tudott elindulni a Caius Mariusszal kirobbanó konfliktusa miatt.
Mithridatész elfoglalta Kószt, Rhodosz ellenállásán azonban személyesen vezetett támadása megtört. A lükiai Patarát sem sikerült bevennie, így Pelopidasz nevű tábornokára bízta a hadvezetést, ő maga pedig téli szállásra vonult Pergamonban. Itt adta ki hírhedt rendeletét, amelyben az összes római egyetlen napon történő meggyilkolására adott parancsot. A helyiek örömmel végeztek a több tízezernyi gyűlölt üzletemberrel, katonával és tartományi hivatalnokkal. Miközben kicsapongásokkal töltötte idejét, gondoskodott a hadsereg és a flotta fejlesztéséről, így Kr. e. 87-ben Arkhelaoszt Hellaszba tudta meneszteni, és folyamatos tengeri és szárazföldi utánpótlást is biztosított neki. Az első szárazföldi sereg a kijelölt vezér, Mithridatész fia, Arkathiasz halála miatt nem jutott célba, de Kr. e. 86-ban Taxilész erői Trákián és Makedónián keresztül egyesülni tudtak Arkhelaosz csapataival. A több százezres pontoszi sereg azonban súlyos vereséget szenvedett a megérkező Sullától. A hírre Mithridatész újabb nyolcvanezer embert dobott át Euboia szigetére Dorülaosz vezetésével. Ekkoriban azonban Anatóliában több lázadás kezdődött zsarnokoskodása miatt: Galatia a tetrarkhái meggyilkolása után elszakadt, és számos városban (pl. Khiosz, Epheszosz) lemészárolták a pontoszi helyőrséget.

### Két tűz között
Míg Sulla Hellaszban várta, hogy flotta épüljön a számára az égei-tengeri átkeléshez, új római sereg érkezett észak felől a hadszíntérre. Sulla távollétében ugyanis Marius hívei vették át a hatalmat Rómában, akik meg akarták fosztani a hadvezért a győzelem lehetőségétől. Az új hadsereg azonban végzett parancsnokával, Lucius Valerius Flaccusszal, de Caius Flavius Fimbria nevű legatusuk tovább vezette őket. Kr. e. 85-ben Bithüniában Mithridatész hasonló nevű fia vonult ki a rómaiak ellen, ám Fimbria győzelemre vitte katonáit, majd Pergamon ostromába kezdett. Mithridatész Pitanéba menekült, ahonnan a két római sereg ellenségeskedését kihasználva tengeren Mütilénébe tudott hajózni. Itt értesült hellaszi seregének Orkhomenosz mellett bekövetkezett pusztulásáról, mire jobbnak látta béketárgyalásokba kezdeni Sullával. Eleinte nem fogadta el a hadvezér feltételeit, így az Kr. e. 84-ben átkelt a Hellészpontoszon, de végül egy dardanoszi megbeszélésen Arkhelaosz közvetítésével megszületett a béke. Ennek Fimbria jelenléte következtében meglehetősen enyhe feltételei voltak: ki kellett ürítenie minden hódítását, 2000 talentumnyi sarcot kellett fizetnie, továbbá hetven hajót kellett felszerelnie Róma számára. Sulla ezután gyorsan leverte Fimbriát, rendezte az asiai ügyeket, restaurálta Ariobarzanész és III. Nikomédész hatalmát, majd hazatért.

## A második mithridatészi háború. A készülődés évei
A római győzelem Mithridatész hátországában is elégedetlenség és lázadások kirobbanásához vezetett. A király Kolkhisz lecsitítására hasonló nevű fiát tette meg az tartomány urának királyi címmel, ám utóbb féltékeny lett a népszerűségére, és hazahívatva bebörtönöztette. Emellett újra sereget toborzott, hogy helyreállítsa uralmát a birodalmában. Készülődését Rómában rossz néven vették, és Sulla Asiában hagyott helytartója, Lucius Licinius Murena mindjárt Kr. e. 83-ban háborút indított a pontoszi király ellen azon a jogcímen, hogy Kappadókia egyes területeit nem ürítette ki. (Felbujtásában nagy szerepe volt Arkhelaosznak, aki a király gyanakvása elől menekülve annak ellenségeinél lelt menedékre.) A támadás komoly dúlással járt Pontoszban, Mithridatész pedig követei útján tiltakozott Rómában, amellett egyáltalán nem tanúsított ellenállást. Murena mégis újabb csapásra készült Kr. e. 82-ben, hiába utasították egy legatus útján az ellenkezőjére. Mithridatész ekkor gyorsan sereget állított ki, és a Halüsz partján vívott ütközetben szétverte Murena seregét, aminek maradékai nagy nehezen Phrügiába vonultak vissza. A kiürült Kappadókiát ismét pontoszi csapatok szállták meg, ám a Sullától Murenát mérsékletre intő parancsot továbbító Aulus Gabinius érkezésére Mithridatész előzékenyen kiürítette a tartományt.
Mithridatész ezután végre szabad kezet kapott lázongó alattvalói lecsillapítására. Boszporoszban a rendet helyreállítva Makharész nevű fiát tette trónra, az ezt követő Kaukázuson túli harcokban viszont érzékeny veszteségeket szenvedett a helyi törzsek ellen folytatott harcban. Közben mindhiába próbálta a békeszerződést törvényesíttetni a senatusban, ami hűen jelezte számára, hogy a köztársaság bosszúja még nem teljesedett ki rajta. Ezért igyekezett a seregét nem csak számára, hanem harcértékére nézve is a rómaiak méltó ellenfelévé tenni. A kiképzésben és a szükséges fegyelem kialakításában marianus menekültektől (Lucius Magius, Lucius Fannius) kapott segítséget, ő pedig római jellegű felszerelésről gondoskodott. Kr. e. 78-ban Sulla is meghalt, Mithridatész pedig felhagyott a béke erőltetésével. Ismét Tigranészt kereste fel, és javasolta neki, hogy új fővárosa, Tigranokerta benépesítéséhez az általa leigázandó kappadókiai lakosságot kéne felhasználnia. Quintus Sertoriusszal, a hispaniai ellenállóval is szövetkezett, noha ennek sok gyakorlati haszna nem volt egyik oldal számára sem.

## A harmadik mithridatészi háború

### A pontoszi támadás
Kr. e. 74-ben elhunyt IV. Nikomédész, országát végrendeletileg a római népre hagyva. Mithridatész nyomban bejelentette, hogy a trón Nikomédész Nüsza nevű özvegyétől származó fiának a jussa, amit fegyverrel is támogatni kívánt. A kitörő háborúban hatalmas, jól felszerelt és fegyelmezett sereg (120 000 gyalogos, 16 000 lovas, rengeteg barbár segédalakulat) és hatalmas flotta állt rendelkezésére. A rómaiak Marcus Aurelius Cotta bithüniai és Lucius Licinius Lucullus kilikiai helytartót indították ellene. A pontoszi sereg bithünián keresztül vonult egészen a Boszporuszig, ahol szétzúzta Cotta seregét és hajóhadát. A római helytartó a városban keresett menedéket, amit Mithridatész végül nem ostromolt meg, hanem Küzikosz ellen vonult. Másik ellenfele, Lucullus időközben helyreállította a rendet és a morált saját öt legiójában, felmentette Cottát, majd a pontosziak után vonult. Küzikosz közelében rendkívül jó pozíciót sikerült elfoglalnia, amivel jelentősen megnehezítette Mithridatész seregének utánpótlását. Mivel a tengeri viharok a hajós ellátást is ellehetetlenítették, a pontoszi sereg hamarosan éhezni kezdett. Mithridatész Kr. e. 73-ban így felhagyott az ostrommal, és hajón Pariumba ment, ahol seregeinek már csak megtépázott maradékaival tudott találkozni: egy Bithünia felé küldött nagy különítményét lekaszabolták a rómaiak, akik a fősereget is végig üldözték és zaklatták vonulása során, érzékeny veszteségeket okozva nekik.

### Pontosz elvesztése
A pontoszi sereg, miután hiába próbálkozott Perinthosz ostromával, Nikomédiába vonult vissza, miközben a flottát Varius nevű római renegátjával az élen a Hellészpontosz védelmére küldte. Rövidesen utána érkezett Cotta három legiója és Lucullus két alvezére, Triarius és Voconius Barba, akik elfoglalták Prusziasz és Nikaia városát, és Varius hajóit is szétverték Tenedosznál. A király ekkor gyorsan hajóra szállt, és hazafelé indult, azonban flottája nagy része elpusztult egy viharban. Mithridatész az addig semleges Hérakleiában szállt partra, ahol helyőrséget hagyott, majd továbbment Szinópé felé. A tengerpartot rövidesen sorsára hagyta, és országa belsejében, Kabeirában kezdett új sereget gyűjteni, miközben segítséget kért Tigranésztől és fiától, Makharésztől. Lucullus közben a pontoszi Amiszoszt kezdte ostromolni, remélve, hogy Mithridatész a felmentésére indul, de csalódnia kellett. Télen végig ostromzár alatt tartotta a várost, majd Kr. e. 72 tavaszán Kabeirához vonult. Nyílt ütközetre nem került sor, viszont kisebb csetepatékra igen, amik abból adódtak, hogy a felek kölcsönösen igyekeztek elvágni egymás utánpótlási vonalait. Végül a rómaiak bekerítettek egy nagyobb csapattestet, mire a király parancsot adott serege elvonulására. A fegyelmezetlen seregben erre tumultus kezdődött, amit Lucullus azonnal kihasznált, és lovassága megfutamította a pontosziakat. Mithridatész csak nagy nehezen kerülte el a fogságot; Kebairában felhalmozott műkincsei (szobrok, gemmák, festmények) római kézbe kerültek. A király Komanában keresett menedéket, ahol sikerült kétezer lovast gyűjtenie, majd Armeniába menekült a vejéhez, miközben egy eunuchjának megparancsolta, hogy végezzen Pharnakiában maradt feleségeivel és nővéreivel.

### Arméniai szövetség
Tigranész, ugyan királynak kijáró bánásmódban részesítette, több mint másfél évig nem fogadta apósát, mivel nem kívánt háborúba keveredni Rómával. Lucullus Appius Claudius Pulchert küldte követségbe Mithridatész kiadatását kérve, azonban Pulcher gőgös fellépése megharagította Tigranészt, aki nyomban sereget toborzott. A pontoszi király hiába intette, Tigranész számbeli fölényében bízva csatát vállalt fővárosa, Tigranokerta előtt Kr. e. 69-ben, amit elvesztett. A telet így ismét toborzással tölthették, de Tigranész ezúttal szabad kezet adott apósának az irányításban, így ő megpróbálta fegyelmezni és római módra felszerelni a hadakat; közben a Parthus Birodalomtól is segítséget kértek, azonban III. Phraatész nem kockáztatott meg egy római háborút. Tigranész és Mithridatész serege Kr. e. 68-ban ismét vereséget szenvedett Artaxata mellett, Arménia szívében; a lucullusi vasfegyelemmel és a mostoha időjárási viszonyokkal elégedetlen legionáriusok azonban nem voltak hajlandó tovább folytatni a hegyvidéki üldözést, hanem délnyugatra fordultak, ahol megkezdték Nisibis ostromát. Ezt kihasználva Mithridatész lerohanta Pontoszt, ahol a rómaiak uralmával elégedetlen helyiek tömegesen özönlöttek zászlói alá. A Lucullus által hátrahagyott Fabiust még thrák zsoldosai is elhagyták, így teljes vereséget szenvedett, és Kabeirába volt kénytelen visszavonulni. Triarius felmentő seregének érkezése hírére a pontoszi sereg Komanába húzódott vissza, ahol áttelelt.
Kr. e. 67-ben kiújultak a harcok, és a becsvágyó Triarius anélkül, hogy megvárta volna Lucullus érkezését, csatát vállalt. Példátlanul súlyos vereséget szenvedett: hétezer katonája veszett oda, köztük rengeteg tiszt, táborát pedig elfoglalták. Ha Mithridatész nem sebesül meg az üldözés során, még nagyobb veszteségeket kellett volna elszenvednie. Lucullus közeledtére aztán a pontosziak Kis-Arméniába húzódtak vissza, és Talauránál várták Tigranész megérkezését. A római hadseregben eközben állandósult a lázongás, így Lucullus nemhogy támadni nem tudott, de azt sem tudta megakadályozni, hogy a pontoszi és arméniai sereg elözönölje Kappadókiát és Pontoszt.

### A háború vége
Kr. e. 66-ban a senatus intézkedett Lucullus leváltásáról, akit Cnaeus Pompeius Magnus, a népszerű és fiatal hadvezér követett hadsereg élén. Pompeius gyorsan megállapodott III. Phraatésszal, ami nem csak a parthusok barátságát biztosította Róma számára, hanem Arménia veszélyeztetésével Tigranész apósának nyújtott támogatását is ellehetetlenítette. Mithridatész békét kért, ám Pompeius csak feltétel nélküli megadásról volt hajlandó tárgyalni. A háború tehát folytatódott: a pontoszi sereg nem vállalt csatát, és lassan Kis-Arménia felé vonult a rómaiak elől. Végül egy éjszakai rajtaütésben Mithridatész megmaradt seregeinek (30 000 gyalogos és 2000 lovas) nagy részét sikerült lekaszabolni. A király előbb a Szünoriai határerődben keresett menedéket, majd újonnan gyűjtött katonáival megpróbált ismét Tigranészhoz menekülni, aki azonban ezúttal megtagadta a befogadását, mivel attól tartott, hogy apósa ellene intrikál a fiával. Mithridatész így jobb híján átvonult Kolkhiszba, majd a Phasziszon átkelve Dioszkuriaszba ment, ahol újabb erőket gyűjtött, és kisebb flottát is kiállított.

## A vég
Pompeius nem üldözte a Phasziszon túl, hanem előbb Arménia, majd Szíria ellen vonult, így Mithridatész Kr. e. 65-ben háborítatlanul indulhatott tovább a Boszporoszi Királyság felé. Átverekedte magát a Fekete-tenger partvidékének különféle barbár népei között, végül megérkezett a boszporoszi Phanagoriába (a Taman-félszigeten). A Lucullusnak korábban meghódolt boszporoszi király, Mithridatész Makharész nevű fia, jobbnak látta elmenekülni apja elől és öngyilkosságot elkövetni. Mithridatész így bevonulhatott Pantikapaionba, ahonnan követeket küldött Pompeiushoz. Ebben ugyanazokkal a feltételekkel hajlandó lett volna meghódolni, mint Tigranész: római hűbéresként visszakapta volna örökös területeit. Pompeius személyes meghódolást követelt tőle, amire nem volt hajlandó, így a római generális provinciává szervezte Bithüniát és Pontoszt.
Mithridatész továbbra sem adta fel harcát a rómaiak ellen: úgy tervezte, hogy a Fekete-tenger nyugati partvidékén végigvonulva maga mellé állítja a szarmatákat és gaetákat, és velük mér csapást a köztársaság balkáni területeire. Törekvését azonban egy pusztító földrengés és súlyos betegsége is hátráltatta, noha Kr. e. 63-ra jelentős flottát és haderőt tudott összegyűjteni. Serege azonban nem lelkesedett a kétségbeesett ötletért, és számos lázadás tört ki ellene. Szkíta szövetségi terveit kormányzata elárulta, aztán Phanagoria lakói keltek fel, végül kedvenc fia és örököse, Pharnakész szőtt ellene összeesküvést. Ezt felgöngyölítették, ám csak a cinkosokat végezték ki, Pharnakész büntetlen maradt. Erre fellázította a fővárost, Pantikapaiont, miközben Mithridatész a város egy erős tornyába szorult vissza. Hiába tárgyalt a fiával, úgyhogy a biztos fogság helyett az öngyilkosságot választotta: mérget vett be, majd miután ez nem hatott (állítólag a korábban fogyasztott nagy mennyiségű ellenméreg miatt), egy kelta zsoldosával megölette magát.
Holttestét Pharnakész elküldte Pompeiusnak meghódolása jeléül, a római hadvezér pedig királyi rangjához méltó temetési szertartást rendezett neki, maradványait pedig a szinópéi családi sírba temettette el. Pompeius mellett a kortársak közül Cicero is rendkívül nagyra tartotta: beszédeiben a Nagy Sándor utáni legnagyobb királynak és Róma valaha volt legtekintélyesebb ellenfelének nevezte.

## Magánélete, utódai
Keleti monarcha lévén számos felesége és ágyasa volt, köztük több nővére. Néhányuk neve ismeretes előttünk is: a korán meggyilkolt Laodikéé, az eunuchjaival megöletett Berenikéé és a milétoszi Moniméé, Sztratonikéé és az uralkodót mindenhová elkísérő Hüpszikrateáé. Tőlük rengeteg gyermeke született, azonban uralkodói haragja sokuk életébe került. Mithridatészt és Xipharészt ő végeztette ki, Makharész pedig jobbnak látta öngyilkosságba menekülni előle. Arkathiasz a görög hadműveletek során vesztette életét. Számos gyermeke került római fogságba: Arthapernész, Kürosz, Dareiosz, Xerxész, Oxathrész, Orszabarisz és Eupatra később felvonult Pompeius triumphusán. Pharnakész nevű fia tovább uralkodhatott Boszporosz felett, és később megpróbálkozott Pontosz visszaszerzésével.